# 新居浜市立郷土美術館
新居浜市立郷土美術館（にいはましりつきょうどびじゅつかん）は、1981年に開館し2016年に閉館した、愛媛県新居浜市内の美術・歴史民俗・考古資料などを集め展示・調査・研究する施設だった。

## 歴史
1951年（昭和26年）に、市内に散財している資料を集め「新居浜郷土科学館」として開館したのが前身になる。1958年（昭和33年）、文部省から博物館相当施設として指定を受け「郷土館」に改称。1964年（昭和39年）、博物館法に基づく公立博物館として「新居浜市郷土館」を設置。1981年（昭和56年）、市役所新庁舎が完成し旧庁舎に「新居浜市郷土館」が3月24日に開館。同年10月10日に「新居浜市立郷土美術館」として改めて開館した。

## 概要
新居浜市役所の隣の旧市庁舎を利用した同美術館は中央が吹き抜けになっており、四国三大祭りの一つにあげられる新居浜太鼓祭りの主役である太鼓台が展示されていた。
開館から年月を経て、所蔵品の内容や調査・研究に対しては不十分であるという意見が多く、また建物が古く組織も弱いことなどの問題もあり美術館と呼べる代物ではなく単なる資料館だと言う批判があった。それゆえ芸術文化の充実・発展を目指して新美術館を建設しようという動きがあり、新居浜駅前再開発のエリアに総合的な芸術文化施設を建設する計画が、2015年7月18日のあかがねミュージアム開館となって実現した。
あかがねミュージアムが開館したことで役目を終え、2016年（平成28年）3月31日に閉館した。2016年7月から解体に入り、1年後には総合防災拠点施設の建設工事に着工する。
太鼓台の常設展示をはじめ、その機能は新居浜駅近くの「あかがねミュージアム」に引き継がれている。